# Voïvodie de Mazovie (1526–1795)
1526–1795
Entités précédentes :
- Duché de Mazovie

Entités suivantes :
- Royaume de Prusse (Nouvelle-Prusse-Orientale, Prusse-Méridionale)
- Monarchie de Habsbourg (Nouvelle-Galicie)

L'ancienne province de Mazovie fut une voïvodie qui exista entre 1526 et 1795 en Pologne.

## Histoire
Cette ancienne province de Mazovie fut une entité administrative sous le royaume de Pologne des Jagellon dès 1526. Cette région administrative continua d'exister sous le régime de la république des Deux Nations.
Les limites de cet ancien powiat englobaient la voïvodie de Płock et la voïvodie de Rawa pour former la province de Mazovie.